# ムティナの戦い (紀元前43年)
ムティナの戦い（ムティナのたたかい）は、紀元前43年4月21日、執政官ガイウス・ウィビウス・パンサ・カエトロニアヌス、アウルス・ヒルティウス率いる元老院派軍とカエサル・オクタウィアヌス（後の初代皇帝アウグストゥス）の軍団の連合軍が、マルクス・アントニウス率いるカエサル派の一部（アントニウス派）の軍団を破った戦い。

## 概要
マルクス・アントニウスは、カエサルの暗殺者の一人であるデキムス・ユニウス・ブルトゥス・アルビヌスを、ガリア・キサルピナのムティナ（現モデナ）に包囲していた。元老院派とアントニウス派の両軍はフォルム・ガッロルムの戦いでそれぞれ甚大な損害を被った。大打撃を受けたアントニウスは撤退を余儀なくされたが、元老院派も執政官ウィビウス・パンサが致命傷を負った。その6日後、もう一人の執政官であるアウルス・ヒルティウスとカエサル・オクタウィアヌスは、ムティナの包囲を破るべくアントニウスの本陣に直接攻撃を仕掛けた。凄惨な戦闘が繰り広げられ、元老院派の軍は敵陣営への突入に成功したものの、アントニウス麾下の古参兵たちの激しい反撃に遭った。乱戦の中でヒルティウスが戦死し、元老院派軍は指揮官を失った。これを見たオクタウィアヌスはヒルティウスの遺体を回収した後、うまく決定的な敗北を回避した。ヒルティウスが指揮していた軍団は、カエサル・オクタウィアヌスのものになった。包囲内のデキムス・ブルトゥスも呼応してアントニウス軍と戦ったが、戦後は地位が危うくなり、マルクス・ユニウス・ブルトゥスやガイウス・カッシウス・ロンギヌスらカエサル暗殺の仲間たちと合流すべくイタリアから脱出した。しかしその途上で彼は捕らえられ、処刑された。カエサルの暗殺者たちのうちで死んだのは、戦死したルキウス・ポンティウス・アクィラに続き二人目だった。
アントニウスはムティナ攻略を諦め、エミリア街道を西に向かって巧みに撤退しおおせた。彼は敵の追撃をかわしつつ、副官のプブリウス・ウェンティディウス・バッススと合流した。ムティナの戦いは、包囲突破に成功したという意味では元老院派の勝利であった。しかしその後、オクタウィアヌスがアントニウスと手を組むという政治的な大転換が起き、秋にはマルクス・アエミリウス・レピドゥスを加えて第二回三頭政治が成立することになる。

## 背景
紀元前44年3月15日にユリウス・カエサルが暗殺されたのち、ローマではマルクス・アントニウスが一時的に権力を独占した。しかしカエサルの暗殺者たちや、マルクス・トゥッリウス・キケロに率いられて復活した元老院派勢力、そしてカエサルの後継者に指名されていた若いカエサル・オクタウィアヌス（後の皇帝アウグストゥス）とその支持者たちといった対抗勢力が存在しており、アントニウスがよりどころとするカエサル派の支持も揺らいでいた。カエサル暗殺からおよそ一年を経て、元老院とアントニウスの関係は完全に決裂した。彼は一年間の任期を終えて執政官を退任した後に、マケドニア統治の役を与えられたのが不満だった。マケドニアはローマからあまりにも遠く、ローマで非常事態が起きても素早く対応できず、自身の地位を維持できないと考えたからである。代わりに彼は、自分をガリア・キサルピナ総督に5年間任じるよう要求した。ここからであれば、カエサルが紀元前44年に手本を見せたように、すぐさまローマ情勢に介入できるということである。しかしガリア・キサルピナ総督の職には、すでにデキムス・ユニウス・ブルトゥス・アルビヌスが任じられており、元老院の承認のもと3個軍団を率いて着任していた。デキムス・ブルトゥスはマルクス・ユニウス・ブルトゥスの遠戚で、かつてカエサルの信頼を失いその暗殺に加担した一人であった。アントニウスは敵意を向けてくる元老院を屈服させるべく、マケドニアからカエサル子飼いの古参兵たちを率いて北上し、デキムス・ブルトゥスからガリア・キサルピナの支配権を強請り取ろうとした。

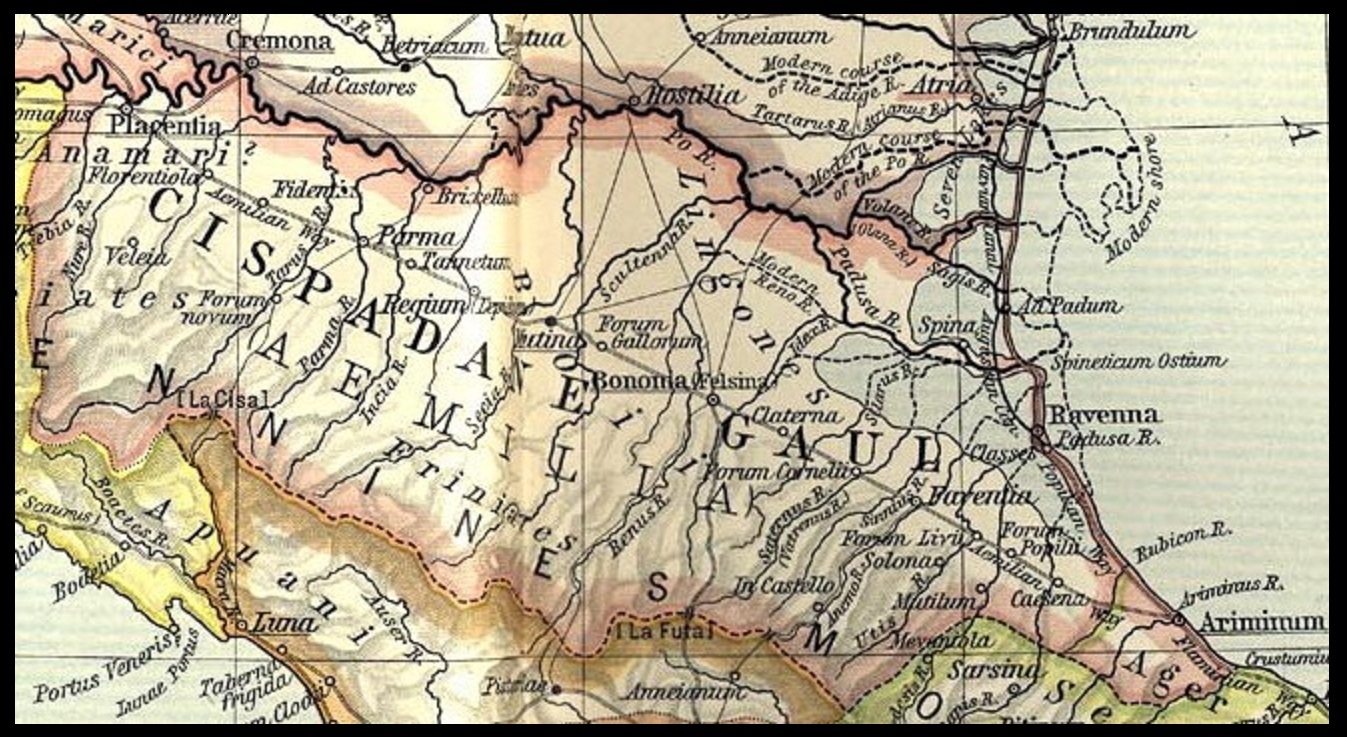
アウグストゥス期の第8行政区アエミリアの地図。かつてのガリア・キサルピナ属州の一部にあたり、ムティナの戦いはこの地域で展開した。

紀元前44年11月28日、アントニウスはローマを出発し、マケドニアからブルンディシウムに上陸してきた4個古参兵軍団や、アッピア街道に展開していた第5軍団アラウダエと合流した。ところがこれらの軍勢は結束力にかけており、カエサルが育てた最強の2個軍団すなわちマルティア軍団と第4軍団マケドニカはアントニウスを見捨ててブルンディシウムから離れカエサル・オクタウィアヌスのもとに向かった。アントニウスはこの2個軍団をなだめたり脅したりしてなんとか味方に留めようとしたが果たせず、彼らがカンパニアでオクタウィアヌスの個人的な召集に応じて集まっているカエサル古参兵たちのもとに参じるのを止められなかった。この年の末、アントニウスは残った3個軍団や道中で復活させた他の古参兵軍団を率いてガリア・キサルピナに入った。デキムス・ブルトゥスが属州を引き渡すのを拒否したため、アントニウスは彼をムティナで包囲した。ムティナはエミリア街道上の、ポー川南岸にあった街であった。
一方ローマでは、紀元前44年後半にキケロが元老院に復帰したのを受け、デキムス・ブルトゥス救援と反アントニウスの旗の下で大連立勢力が成立していた。キケロは後に『フィリッピカエ』と総称される猛烈な反アントニウス演説を次々と行った。紀元前43年1月1日、穏健なカエサル派に属するアウルス・ヒルティウスとガイウス・ウィビウス・パンサが執政官に就任した。そして共和派主導の下でアントニウスを公共の敵と断じる宣言が発され、デキムス・ブルトゥスやオクタウィアヌスの行動、さらに新たな軍団を組織することが合法化された。
オクタウィアヌスは養父の暗殺者の一人であるデキムス・ブルトゥスに良い感情を持っていなかったが、彼の行動をうまく利用して、元老院派に味方しアントニウスと対抗することで、自分が軍団を私兵化して動かす正当性を勝ち取った。彼は元老院からプロプラエトルに任じられ、新執政官ヒルティウスの軍団と合流した。デキムス・ブルトゥス救援のため2人が紀元前43年1月にアリミニウムで出会ったとき、ヒルティウスはオクタウィアヌスに勝る権限を持つとして彼の軍団の指揮権を自分の手に収めた。オクタウィアヌスの手元にあった兵力は、アントニウスのもとから逃げてきた2個軍団と、古参兵再招集に応じて集まった3個軍団の計5個軍団だった。2人の元老院派の将軍はアリミニウムからエミリア街道を進んでいった。対するアントニウスは、ムティナ包囲を続けていた。
3月19日、もう一人の新執政官であるパンサが、新兵4個軍団を率いてローマを出発し、フォルム・ガッロルムにいるヒルティウスとオクタウィアヌスのもとに向かった。これに対しアントニウスは、4月14日、自身の近衛大隊、第2・第35軍団、軽武装の部隊、強力な騎兵隊を率いて、パンサを先行する元老院軍との合流前に叩きに向かった。当初アントニウスは、パンサが未熟な新兵の4個軍団しか有していないと思い込んでいた。しかしその前日の夜、ヒルティウスがマルティア軍団とオクタウィアヌスの近衛隊をパンサへの援軍に向かわせていた。そこでアントニウスは、エミリア街道沿いの沼地に潜んで、援軍の古参兵たちやパンサの新兵軍団に奇襲を仕掛けて息の根を止める戦術をとった。このフォルム・ガッロルムの戦いは凄惨な戦闘となり、パンサの軍団は蹂躙され、彼自身も致命傷を負った。しかしアントニウスの軍勢も疲弊していたところにヒルティウスの援軍が襲い掛かり、アントニウス軍の戦列を破壊したので、アントニウスも撤退せざるを得なくなった。全体としてはこの戦いは元老院派の辛勝に終わり、大打撃を受けたアントニウスの軍団はムティナに退却した。
ローマに届いたフォルム・ガッロルムの戦いの初報は、元老院派軍が敗北を喫したというものであり、ローマに動揺が広がった。戦闘の詳細を知らせるヒルティウスの書簡がローマに届いたのは、4月18日になってからであった。これを受けた元老院派は逆にフォルム・ガッロルムの戦いが決定的な勝利であったと誤解し、戦勝を盛大に祝った。アントニウスの敵対者たちは容赦なく彼を批難するようになり、アントニウスの支持者は身を隠さざるを得なくなった。4月21日、キケロは元老院で、14回目にして最後となる熱烈なフィリッピカエ演説を行った。ここで彼は、40日間の公的な祝祭を開催して、軍団や戦死者、そしてヒルティウスとパンサの両執政官を讃えようと提案した。パンサは致命傷を負っていたが、この時点ではまだ命に別条があると思われていなかった。一方でキケロは、オクタウィアヌスへの賛辞を最小限に抑えた。オクタウィアヌスはフォルム・ガッロルムの戦いでの活躍こそ劣るものの、兵士たちからはヒルティウスやパンサと共にインペラトルと呼ばれて喝采を受けていた。

## 戦闘

### 包囲陣外での戦闘

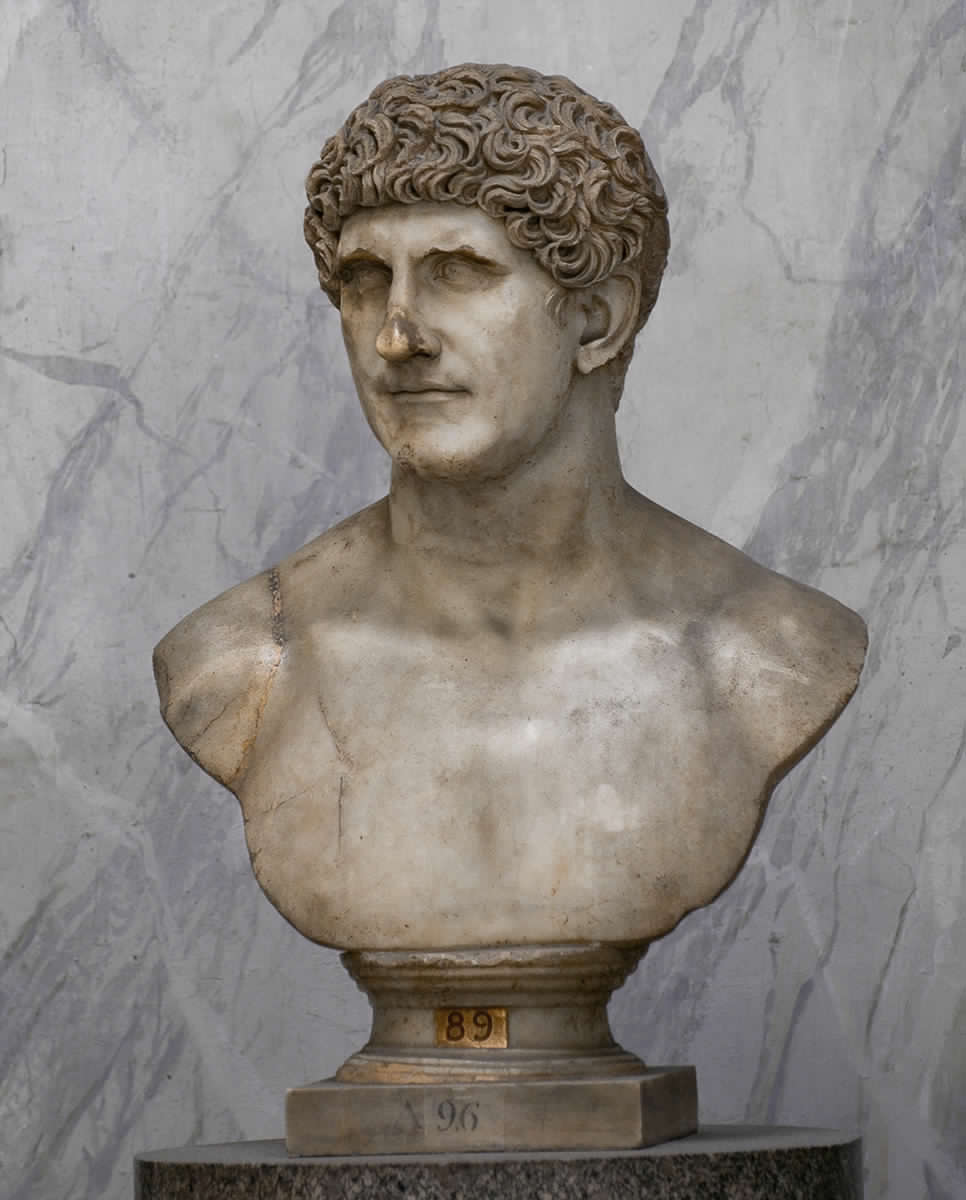
マルクス・アントニウスの胸像

元老院の大連立勢力は、フォルム・ガッロルムの戦いでアントニウスとの戦争は終わったと思い込んでいた。たしかにアントニウスは甚大な損害を被り、生き残った兵を率いてムティナの陣営に引きこもっていた。しかし彼はそこでさらにムティナの包囲を厚くし、戦いを続けた。アントニウスに敗北を認める意思は無かったが、合流に成功して兵力で自軍を圧倒している元老院派軍とまた衝突するのは危険だった。代わりにアントニウスは、ヒルティウスとオクタウィアヌスの軍に散発的な騎兵襲撃をしかけ、これを苦しめ弱らせようとした。これによって時間を稼ぎ、包囲内で食料を切らしつつあるデキムス・ブルトゥスへの圧力を強めるのが狙いだった。一方フォルム・ガッロルムの戦いで自信をつけたヒルティウスとオクタウィアヌスは、デキムス・ブルトゥスを救い出しムティナを解放するべく、今一度アントニウス軍と戦いたいと考えていた。彼らはまずアントニウスを会戦へ誘い出そうとしたが、失敗に終わった。続いて彼らは、敵の野営地へ集中的に攻撃を仕掛ける計画を立てた。この場所は、地形の制約によりアントニウス軍の守りが手薄になっていた。
4月21日、ヒルティウスとオクタウィアヌスは、包囲を突破して市内に補給部隊を入れるべく、アントニウス軍を攻撃した。当初アントニウスは正面衝突を避け、騎兵だけで対処しようとしたが、騎兵部隊の反発を受けた。そのため彼は軍団を消耗させることを承知で真っ向から敵軍と戦わざるを得なくなった。アントニウスは包囲を突破されないようにするため、2個軍団を数で勝るヒルティウスおよびオクタウィアヌス軍への対処に充てた。
ついにアントニウス軍は野戦の場へ引きずり出された。ヒルティウスとオクタウィアヌスは、敵軍へ集中的に攻撃を仕掛け、野営地の外で凄惨な戦闘が繰り広げられた。アントニウスはさらに別の部隊を戦闘に投入した。しかしアッピアノスによれば、アントニウス麾下の兵たちは自分たちへの援軍の到着がかなり遅れていることに気が付いた。アントニウスの援軍は主戦場のはるか遠くで補足されて戦っており、主戦場にたどり着くのが遅れてしまったのである。この戦闘では、オクタウィアヌスの軍が最も活躍していた。

### ヒルティウスの戦死
アントニウス陣営の外で戦闘が起きている時、ヒルティウスは少数の別動隊を率いて敵陣を直接打ち破ろうという大胆な策に出た。彼はみずから第3軍団を率いて、アントニウスの天幕目指して突入した。同じころ、市内のデキムス・ブルトゥスも麾下の大隊の再編を終え、ルキウス・ポンティウス・アクィラ（カエサル暗殺者の一人）に与えてアントニウスの陣営へ出撃させた。当初、ヒルティウスの試みは成功するかに見えた。彼は最前線に立って、第3軍団の兵と共にアントニウスの天幕の近くまで押し進んできていた。ところが、アントニウス側の第5軍団が指揮官の天幕を守るべく激しい反撃をはじめ、ヒルティウスらの進撃を押しとどめた。凄惨な白兵戦の混乱の中、ヒルティウスは戦死し、指揮官を失った第3軍団は自分たちが切り取ってきた地歩を捨てて退却せざるを得なくなった。しかしそこにオクタウィアヌスが自ら援軍を率いてやってきた。彼は激しい戦闘の中に身を投じ、ヒルティウスの遺体を回収することに成功した。スエトニウスは、「この戦闘の真っただ中で、軍団の旗手が重傷を負った時、彼は鷹を肩に担ぎ、しばらくそうしてそれを運んだ」。
オクタウィアヌスはヒルティウス軍の残存兵を立て直したものの、彼らがここまでに占領した領域を守り切ることはできなかった。最終的に、オクタウィアヌス軍はアントニウスの陣営から撤退した。市内から出撃したポンティウス・アクィラも戦闘のさなかに戦死し、彼の麾下の部隊はムティナに戻った。オクタウィアヌスを称揚する歴史家たちが、彼の戦闘中の役割やヒルティウスの遺体回収時に見せた勇気を誇張して伝えているため、古代の文献に基づいて戦闘終盤の様子を正確に再構築するのは難しい。他の文献では、このカエサルの若き後継者が実際にこのような行動をとったのか疑問視しているものもある。スエトニウスやタキトゥスは、オクタウィアヌスが政治的ライバルでもあるヒルティウスをみずから始末したのではないかとさえほのめかしている。またポンティウス・アクィラの死についても、オクタウィアヌスを疑う歴史家もいる。
オクタウィアヌスは、プロプラエトルの権限によりヒルティウスの軍団の指揮権を手に入れた。後に元老院は指揮権をデキムス・ブルトゥスに譲るよう命じたが、オクタウィアヌスはこれを拒否し、麾下の軍団はカエサルの暗殺者の一人の下で戦うことを拒否するだろうと主張して、自身がそれらの恒久的な指揮権を握った。この結果、オクタウィアヌスは8個軍団もの兵力を、ローマ国家よりも自分に忠誠を誓う私兵とすることに成功した。オクタウィアヌスがデキムス・ブルトゥスとの協力を拒否したと知った後者の指揮下の兵たちは、次々と脱走してオクタウィアヌスのもとに参じた。デキムス・ブルトゥスの立場は日増しに悪くなっていき、ついに残存兵を捨ててイタリアから逃亡した。彼はカエサル暗殺時の仲間であるマルクス・ユニウス・ブルトゥスやガイウス・カッシウス・ロンギヌスがいるマケドニア属州を目指したが、その途上でアントニウスに忠誠を誓うガリア人の族長に捕らえられ、処刑された。

### アントニウスの退却
ムティナの戦いでは、両勢力ともに明確な勝利を得られなかった。アントニウスは数の上で圧倒的に劣っていたものの、殲滅を免れ、双方ともに同程度の膨大な犠牲者を出した。戦闘を終えた日の夜、アントニウスは軍議を開いた。麾下の指揮官たちは騎兵力の優越とデキムス・ブルトゥス陣営の疲弊をたのんでさらに敵を攻撃するよう主張したものの、アントニウスはこれ以上の抵抗は無意味という判断を下した。

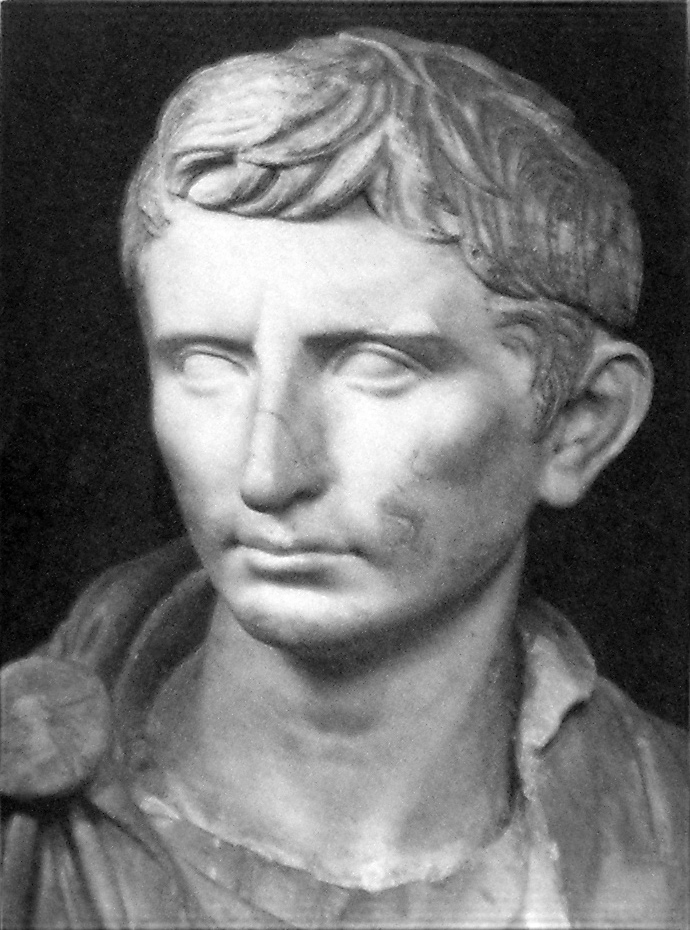
カエサル・オクタウィアヌス（アウグストゥス）の胸像

おそらくアントニウスは、ヒルティウスが死んだことや、オクタウィアヌスの手元に残った軍団が脆弱になっていることを知らなかった。彼は敵軍が再び自分の陣営に攻め寄せてくることを恐れていた。アントニウスはかつてユリウス・カエサルがゲルゴウィアの戦いで敗れた時の策にならって包囲を諦め、ピケヌムから来るウェンティディウス・バッススの援軍と合流することにした。指揮下の軍団を再編したアントニウスは、カエサル派でガリア・ナルボネンシスにいる将軍マルクス・アエミリウス・レピドゥスやガリア・コマタにいるルキウス・ムナティウス・プランクスらとも合流すべく、アルプス山脈へ向かうという計画を立てた。決断を下した後のアントニウスの行動は素早かった。戦闘後の夜のうちに彼はバッススへ使いを出し、指揮下の3個軍団を率いて直ちにアペニン山脈を越えてくるよう命じた。4月22日、アントニウスは残存兵すべてを率いてムティナ包囲を引き払い撤退した。エミリア街道を進んだアントニウス軍は、数日のうちにさしたる障害もなくパルマ、プラケンティアを抜けた。彼の敵たちはムティナに取り残され、2日間の猶予をアントニウスに与えることになった。トルトーナまで来たアントニウスは南へ反転することにし、4個軍団を率いてアペニン山脈を越えた。そしてリグリア沿岸、ジェノヴァの西方にあたるウァダ・サバティアに至り、5月3日にウェンティディウス・バッススの3個軍団と合流した。このアントニウスの副官は、山を越えてリグリア海岸に至るときに一切妨害を受けなかった。アントニウスのムティナ脱出と軍勢の合流、立て直しは成功裏に終わった。

## その後と歴史的意義
元老院派とオクタウィアヌス派の連合軍がムティナで勝ったとはいえ、いまだアントニウスの息の根を止めることはできなかった。アントニウスは見事に敵を欺き、機をとらえて撤退に成功していた。さらに、もともとあやふやな関係だったキケロら元老院派とオクタウィアヌスの関係が決裂したこともアントニウスにとって有利に働いた。ヒルティウスに続いて、パンサも4月22日から23日にかけての夜中にフォルム・ガッロルムの戦いの傷が元で没した。これについても、スエトニウスやタキトゥスはパンサが毒殺された可能性を指摘し、オクタウィアヌスが自身の野望のために手を下したのではないかと示唆している。
2人の執政官が死去したことで、オクタウィアヌスは元老院派の軍団を一人で掌握することになった。ムティナの戦いは、オクタウィアヌスにとって、若輩者からアントニウスとも肩を並べる有力者へと成長する不可欠なステップであった。デキムス・ブルトゥス救援に来たはずのオクタウィアヌスはすぐさま彼への敵意をむき出しにした。カエサルを暗殺した者との協力を拒否したのである。ローマでは、キケロとその支持者たちが対アントニウス戦争の功績をすべてデキムス・ブルトゥスに帰させ、オクタウィアヌスの役割を過小評価しようとしていた。デキムス・ブルトゥスはアントニウスを追撃しようとしたが、オクタウィアヌスはこれを妨害する挙に出た。彼は指揮下の8個軍団をボノニアに留め置き、ウェンティディウス・バッススのアペニン越え阻止の任務を拒否したのである。この数週間で、バッススの援軍を得たアントニウスはアルプス山脈に到達し、カエサル派のレピドゥス、プランクス、ガイウス・アシニウス・ポッリオと同盟を結んだ。今や彼の召集に応じた兵力は、17個軍団と騎兵1万人（プルタルコスによれば、さらに加えてウァリウスの後詰として6個軍団）に上った。自分の兵にも見捨てられたデキムス・ブルトゥスはマケドニアに逃れようとしたが、アントニウスが放ったケルト人戦士たちに捕らえられ、殺された。一方のオクタウィアヌスはローマへ進軍し、キケロら元老院派の人々を屈服させるか亡命に追い込んだ。10月、ボノニア付近でアントニウス、オクタウィアヌス、レピドゥスの3人が直接会談を行い、公式な同盟を結んだ。彼ら3人は11月27日にローマでレクス・ティティアを発布して元老院から国家を支配する権限を奪い取り、いわゆる第二回三頭政治を始めた。3人のカエサル派指導者たちは厳粛に首都へ入城し、全政治権力を掌握し、元老院派の反対者たちに対する無慈悲な追及を始めた。三頭政治官たちはプロスクリプティオを発令し、アントニウスの命で殺されたキケロをはじめ、極めて多数の元老院派の人物が粛清された。
その後、三頭の間での権力闘争の末、紀元前31年にオクタウィアヌスがアクティウムの海戦でアントニウスとその同盟者クレオパトラ7世を破り、元首政（帝政）を始めた。しかしその政治的経歴の中で、彼が政治の中心に躍り出たムティナの戦いは見逃すことのできないマイルストーンである。もしこの戦いが無ければ、オクタウィアヌスはカエサルの後継者としての名声を確保できず、彼とその後継の皇帝たちによる安定した帝国支配も実現しなかったと考えられる。

### 古代の史料
- Appian of Alexandria (古代ギリシア語). Historia Romana (Ῥωμαϊκά). Civil Wars, book III
- Cassius Dio Cocceianus (古代ギリシア語). Historia Romana. Book XXXXVI

### 現代の文献
- Bleicken, Jochen (1998). Augustus. Berlin: Fest. ISBN 3-8286-0136-7
- Canfora, Luciano (2007). La prima marcia su Roma. Bari: Editori Laterza. ISBN 978-88-420-8970-4
- Ferrero, Guglielmo (1946). Grandezza e decadenza di Roma. Volume III: da Cesare a Augusto. Cernusco sul Naviglio: Garzanti
- Fields, Nic (2018). Mutina 43 BC: Mark Antony's struggle for survival. Oxford: Osprey. ISBN 978-1-4728-3120-0
- Syme, Ronald (2002). The Roman Revolution. Oxford & New York: Oxford University Press. ISBN 978-0-1928-0320-7
  - Syme, Ronald (2014). La rivoluzione romana. Turin: Einaudi. ISBN 978-88-06-22163-8 (Italian translation)